# アレックス・コレチャ
アレックス・コレチャ・イ・ベルデガイ（Àlex Corretja i Verdegay、カタルーニャ語発音: [ˈaləks kuˈrɛdʒə]  アレックス・クレッジャ、1974年4月11日 - ）は、スペイン・バルセロナ出身の男子プロテニス選手。シングルス自己最高ランキングは2位。ATPツアーでシングルス17勝、ダブルス3勝を挙げた。身長180cm、体重72kg、右利き。
1998年全仏オープン男子シングルスと2001年全仏オープン男子シングルスで準優勝した。ATPツアー世界選手権優勝。

## 選手経歴
1991年にプロ転向。1994年のアルゼンチン・オープンでツアー初優勝。1996年全米オープン準々決勝でピート・サンプラスと最終第5セットのタイブレークまでもつれる死闘を戦い、6-7(5), 7-5, 7-5, 4-6, 6-7(7)で敗れた。1998年全仏オープンで初の4大大会決勝進出を果たしたが、そこでコレチャは2歳年下のカルロス・モヤとスペイン対決でモヤに3-6, 5-7, 3-6のストレートで敗れた。
その雪辱を果たすかのように、同年の男子プロテニスツアー最終戦ATPツアー選手権決勝では、モヤに2セット先取されてからの大逆転勝ちを収めて、同大会の初優勝を飾った。
1999年全豪オープンで、第2シードのコレチャは1回戦で日本の鈴木貴男と対戦する。第4セットで鈴木に絶好のチャンスが訪れたが、コレチャが最終第5セットで鈴木を振り切って6-3, 4-6, 3-6, 7-6(5), 6-2で勝利した。コレチャ自身は続く2回戦でノルウェーの選手に敗退する。翌年の2000年全豪オープン2回戦では、地元オーストラリアの新星レイトン・ヒューイットにわずか1ゲームしか奪えずに完敗した。
2000年シドニー五輪でスペイン代表に選ばれ初めて五輪に出場した。シングルスでは3回戦でドイツの銀メダルを獲得したトミー・ハースに敗れた。アルベルト・コスタと組んだダブルスではベスト4に進出し、準決勝でオーストラリアのウッディーズ組に3-6, 6-7で敗れたが、3位決定戦で南アフリカ共和国代表のデイヴィッド・アダムズ/ジョン・ラフニー・デ・ヤーガー組に2-6, 6-4, 6-3で勝利し銅メダルを獲得した。
2001年全仏オープンで、コレチャは同大会3年ぶり2度目の決勝進出を果たしたが、今度はグスタボ・クエルテンに7-6, 5-7, 2-6, 0-6で敗れ、またしても準優勝に終わった。2002年全仏オープンでは、準決勝で同じスペインのアルベルト・コスタに敗れている。2005年4月最終週、ポルトガル・オープン1回戦で同じスペインの後輩選手、フェリシアーノ・ロペスに敗れた試合を最後に現役を引退した。
スペインには赤土のクレーコートが最も多いため、当地のプロテニス選手は全仏オープンでは抜群の強さを発揮するが、対照的な芝コートの大会であるウィンブルドン選手権を苦手にする選手が多い。コレチャはキャリアを通じてウィンブルドンへの出場は極端に少なく、1998年の全仏オープン準優勝の後に出場したウィンブルドン選手権では初戦敗退に終わったため、長い間遠ざかっていた。2004年に6年ぶりの出場を決めた時も、やはり1回戦で敗退している。
2012年からコレチャはデビスカップスペイン代表の監督を務めている。

## ATPツアー決勝進出結果

### シングルス: 30回 (17勝13敗)
| 大会グレード                                  |
| グランドスラム (0-2)                          |
| テニス・マスターズ・カップ (1-0)              |
| ATPマスターズシリーズ (2-3)                   |
| ATPインターナショナルシリーズ・ゴールド (5-0) |
| ATPインターナショナルシリーズ (9–8)           |

| サーフェス別タイトル |
| ハード (6–3)         |
| クレー (10-10)       |
| 芝 (0-0)             |
| カーペット (1-0)     |

| 結果   | No. | 決勝日         | 大会                 | サーフェス        | 対戦相手                         | スコア                       |
| ------ | --- | -------------- | -------------------- | ----------------- | -------------------------------- | ---------------------------- |
| 準優勝 | 1.  | 1992年11月2日  | グアルジャ           | ハード            | カルステン・アリエンス           | 6–7, 3–6                     |
| 準優勝 | 2.  | 1994年10月3日  | パレルモ             | クレー            | アルベルト・ベラサテギ           | 6–2, 6–7(6–8), 4–6           |
| 優勝   | 1.  | 1994年11月14日 | ブエノスアイレス     | クレー            | ハビエル・フラナ                 | 6–3, 5–7, 7–6(7–5)           |
| 準優勝 | 3.  | 1996年5月13日  | ハンブルク           | クレー            | ロベルト・カレテロ               | 6–2, 4–6, 4–6, 4–6           |
| 準優勝 | 4.  | 1996年7月29日  | キッツビュール       | クレー            | アルベルト・ベラサテギ           | 2–6, 4–6, 4–6                |
| 準優勝 | 5.  | 1996年10月7日  | マルベーリャ         | クレー            | マルク＝ケビン・ゲルナー         | 6–7(4–7), 6–7(2–7)           |
| 優勝   | 2.  | 1997年4月14日  | エストリル           | クレー            | フランシスコ・クラベット         | 6–3, 7–5                     |
| 準優勝 | 6.  | 1997年4月28日  | モンテカルロ         | クレー            | マルセロ・リオス                 | 4–6, 4–6, 3–6                |
| 準優勝 | 7.  | 1997年5月5日   | ミュンヘン           | クレー            | マーク・フィリプーシス           | 6–7, 6–1, 4–6                |
| 優勝   | 3.  | 1997年5月19日  | ローマ               | クレー            | マルセロ・リオス                 | 7–5, 7–5, 6–3                |
| 優勝   | 4.  | 1997年7月21日  | シュトゥットガルト   | クレー            | カロル・クチェラ                 | 6–2, 7–5                     |
| 優勝   | 5.  | 1998年2月16日  | ドバイ               | ハード            | フェリックス・マンティーリャ     | 7–6(7–0), 6–0                |
| 準優勝 | 8.  | 1998年5月11日  | ハンブルク           | クレー            | アルベルト・コスタ               | 2–6, 0–6, 0–1, 途中棄権      |
| 準優勝 | 9.  | 1998年6月8日   | 全仏オープン         | クレー            | カルロス・モヤ                   | 3–6, 5–7, 3–6                |
| 優勝   | 6.  | 1998年7月13日  | グシュタード         | クレー            | ボリス・ベッカー                 | 7–6(7–5), 7–5, 6–3           |
| 優勝   | 7.  | 1998年8月24日  | インディアナポリス   | ハード            | アンドレ・アガシ                 | 2–6, 6–2, 6–3                |
| 優勝   | 8.  | 1998年10月26日 | リヨン               | カーペット (室内) | トミー・ハース                   | 2–6, 7–6(8–6), 6–1           |
| 優勝   | 9.  | 1998年11月30日 | ハノーファー         | ハード (室内)     | カルロス・モヤ                   | 3–6, 3–6, 7–5, 6–3, 7–5      |
| 準優勝 | 10. | 1999年1月18日  | シドニー             | ハード            | トッド・マーティン               | 3–6, 6–7                     |
| 準優勝 | 11. | 1999年8月30日  | ロングアイランド     | ハード            | マグヌス・ノーマン               | 6–7(4–7), 6–4, 3–6           |
| 準優勝 | 12. | 1999年9月20日  | マヨルカ             | クレー            | フアン・カルロス・フェレーロ     | 6–2, 5–7, 3–6                |
| 優勝   | 10. | 2000年3月20日  | インディアンウェルズ | ハード            | トーマス・エンクビスト           | 6–4, 6–4, 6–3                |
| 優勝   | 11. | 2000年7月17日  | グシュタード         | クレー            | マリアノ・プエルタ               | 6–1, 6–3                     |
| 優勝   | 12. | 2000年7月30日  | キッツビュール       | クレー            | エミリオ・ベンフェレ・アルバレス | 6–3, 6–1, 3–0 途中棄権       |
| 優勝   | 13. | 2000年8月21日  | ワシントンDC         | ハード            | アンドレ・アガシ                 | 6–2, 6–3                     |
| 優勝   | 14. | 2000年10月23日 | トゥールーズ         | ハード (室内)     | カルロス・モヤ                   | 6–3, 6–2                     |
| 準優勝 | 13. | 2001年6月11日  | 全仏オープン         | クレー            | グスタボ・クエルテン             | 7–6(7–3), 5–7, 2–6, 0–6      |
| 優勝   | 15. | 2001年7月23日  | アムステルダム       | クレー            | ユーネス・エル・アイナウイ       | 6–3, 5–7, 7–6(7–0), 3–6, 6–4 |
| 優勝   | 16. | 2002年7月15日  | グシュタード         | クレー            | ガストン・ガウディオ             | 6–3, 7–6(7–3), 7–6(7–3)      |
| 優勝   | 17. | 2002年7月29日  | キッツビュール       | クレー            | フアン・カルロス・フェレーロ     | 6–4, 6–1, 6–3                |

### ダブルス: 7回 (3勝4敗)
| 結果   | No. | 決勝日        | 大会           | サーフェス | パートナー                 | 対戦相手                                          | スコア        |
| ------ | --- | ------------- | -------------- | ---------- | -------------------------- | ------------------------------------------------- | ------------- |
| 準優勝 | 1.  | 1995年6月12日 | ポルト         | クレー     | ホルディ・アレッセ         | フランシスコ・ロイグ トマス・カルボネル           | 3–6, 6–7      |
| 優勝   | 1.  | 1995年9月25日 | パレルモ       | クレー     | ファブリス・サントロ       | ヘンドリック・ヤン・ダーヴィッツ ピート・ノーバル | 6-7, 6-4, 6-3 |
| 準優勝 | 2.  | 1997年4月14日 | バルセロナ     | クレー     | パブロ・アルバノ           | アルベルト・ベラサテギ ジョルディ・ブリーリョ     | 3–6, 5–7      |
| 優勝   | 2.  | 1997年4月28日 | ミュンヘン     | クレー     | パブロ・アルバノ           | カールステン・ブラーシュ イェンス・クニプシルト   | 3-6, 7-5, 6-2 |
| 準優勝 | 3.  | 2001年7月22日 | アムステルダム | クレー     | ルイス・ロボ               | ポール・ハーフース シェング・シャルケン           | 4–6, 2–6      |
| 優勝   | 3.  | 2001年7月29日 | キッツビュール | クレー     | ルイス・ロボ               | シーモン・アスペリン アンドリュー・クラッツマン   | 6-3, 4-6, 6-3 |
| 準優勝 | 4.  | 2002年7月28日 | キッツビュール | クレー     | ルーカス・アーノルド・カー | トーマス嶋田 ロビー・コーニッグ                   | 6–7, 4–6      |

## 4大大会シングルス成績
略語の説明
| W | F | SF | QF | #R | RR | Q# | LQ | A | Z# | PO | G | S | B | NMS | P | NH |

W=優勝, F=準優勝, SF=ベスト4, QF=ベスト8, #R=#回戦敗退, RR=ラウンドロビン敗退, Q#=予選#回戦敗退, LQ=予選敗退, A=大会不参加, Z#=デビスカップ/BJKカップ地域ゾーン, PO=デビスカップ/BJKカッププレーオフ, G=オリンピック金メダル, S=オリンピック銀メダル, B=オリンピック銅メダル, NMS=マスターズシリーズから降格, P=開催延期, NH=開催なし.
| 大会           | 1992 | 1993 | 1994 | 1995 | 1996 | 1997 | 1998 | 1999 | 2000 | 2001 | 2002 | 2003 | 2004 | 通算成績 |
| -------------- | ---- | ---- | ---- | ---- | ---- | ---- | ---- | ---- | ---- | ---- | ---- | ---- | ---- | -------- |
| 全豪オープン   | A    | A    | A    | A    | 2R   | 2R   | 3R   | 2R   | 2R   | A    | 1R   | 1R   | 2R   | 7–8      |
| 全仏オープン   | 1R   | 1R   | 3R   | 4R   | 2R   | 4R   | F    | QF   | QF   | F    | SF   | 1R   | 3R   | 36–13    |
| ウィンブルドン | A    | A    | 2R   | A    | 2R   | A    | 1R   | A    | A    | A    | A    | A    | 1R   | 2–4      |
| 全米オープン   | 1R   | 1R   | 1R   | 2R   | QF   | 3R   | 4R   | 1R   | 3R   | 3R   | 3R   | 1R   | 1R   | 16–12    |